# Volker Winkler
Volker Winkler (nascido em 20 de julho de 1957) é um ex-ciclista alemão que competiu no ciclismo nos Jogos Olímpicos de Verão de 1980 em Moscou, onde ganhou a medalha de prata na perseguição por equipes.